# فاردان ميناسيان
فاردان ميناسيان (5 يناير 1974 بيريفان في أرمينيا - ) هو مدرب كرة قدم ولاعب كرة قدم أرمني في مركز الوسط. شارك مع منتخب أرمينيا لكرة القدم. أما مع النوادي، فقد لعب مع إف سي يريفان وبيونيك يريفان ونادي لوزان وFC Lokomotiv Saint Petersburg ‏ وFC Zangezour Goris ‏.

## وصلات خارجية
- فاردان ميناسيان على موقع الاتحاد الدولي (مؤرشف)  (الإنجليزية)
- فاردان ميناسيان على موقع قاعدة بيانات كرة القدم.إي يو (الإنجليزية)
- فاردان ميناسيان على موقع ناشيونال فوتبول تيمز (الإنجليزية)